# Дуглас-Сіті (Каліфорнія)
Дуглас-Сіті (англ. Douglas City) — переписна місцевість (CDP) в США, в окрузі Триніті штату Каліфорнія. Населення — 868 осіб (2020).

## Географія
Дуглас-Сіті розташований за координатами 40°40′51″ пн. ш. 122°55′27″ зх. д. / 40.68083° пн. ш. 122.92417° зх. д. (40.680917, -122.924096).  За даними Бюро перепису населення США в 2010 році переписна місцевість мала площу 64,89 км², з яких 64,86 км² — суходіл та 0,03 км² — водойми.

## Демографія
Згідно з переписом 2010 року, у переписній місцевості мешкало 713 осіб у 308 домогосподарствах у складі 188 родин. Густота населення становила 11 особа/км².  Було 415 помешкань (6/км²).
Расовий склад населення:
| - 89,6 % — білих - 3,1 % — корінних американців - 1,1 % — азіатів - 0,3 % — вихідців з тихоокеанських островів - 1,8 % — осіб інших рас |

До двох чи більше рас належало 4,1 %. Частка іспаномовних становила 6,6 % від усіх жителів.
За віковим діапазоном населення розподілялося таким чином: 15,3 % — особи молодші 18 років, 63,4 % — особи у віці 18—64 років, 21,3 % — особи у віці 65 років та старші. Медіана віку мешканця становила 50,8 року. На 100 осіб жіночої статі у переписній місцевості припадало 110,9 чоловіків;  на 100 жінок у віці від 18 років та старших — 112,7 чоловіків також старших 18 років.
Середній дохід на одне домашнє господарство  становив 44 167 доларів США (медіана — 31 776), а середній дохід на одну сім'ю — 54 602 долари (медіана — 39 205). За межею бідності перебувало 40,8 % осіб, у тому числі 80,2 % дітей у віці до 18 років та 5,6 % осіб у віці 65 років та старших.
Цивільне працевлаштоване населення становило 175 осіб. Основні галузі зайнятості: освіта, охорона здоров'я та соціальна допомога — 40,6 %, публічна адміністрація — 16,6 %, будівництво — 8,6 %, інформація — 7,4 %.